# John Haines (poète)
Pour les articles homonymes, voir Haines.
John Haines, né le 29 juin 1924 à Norfolk en Virginie et mort le 2 mars 2011 à Fairbanks en Alaska, est un poète américain.

## Œuvre traduite en français

### Récit
- Vingt-cinq ans de solitude, Gallmeister, 2016 ((en) The Stars, the Snow, the Fire: Twenty-five Years in the Northern Wilderness, Graywolf Press, 1989), trad. Camille Fort-Cantoni, 208 p.  (ISBN 978-2351781050)